# Alcalde ordinario
Los alcaldes ordinarios fueron funcionarios de los cabildos de las poblaciones de los virreinatos de Indias. En número de dos, fueron llamados alcaldes de primer voto y alcaldes de segundo voto.

## Los cabildos en los Reinos de Indias
Los cabildos americanos -llamados coloniales pese a que las Indias fueron reinos dependientes de los reyes de Castilla y no colonias subordinadas a ese reino- eran las instituciones de gobierno local de las ciudades americanas fundadas por los castellanos. Su jurisdicción abarcaba no solo el ámbito exclusivamente urbano, sino también las áreas rurales periféricas que le resultaban subordinadas. Cuando dentro de esta periferia rural surgía alguna población en forma más o menos espontánea, ésta no era considerada ciudad si no tenía cabildo propio, como por ejemplo el caso de Rosario que dependía del de la ciudad de Santa Fe. En el caso de la villa de Luján, surgida espontáneamente en el lugar en el que el Camino Real vadeaba el río, a partir de que tuvo cabildo propio fue considerada ciudad, mientras que antes fue tan solo una villa dependiente del Cabildo de Buenos Aires.
Sin ciudad no hay cabildo y sin cabildo no hay ciudad. Por este motivo es que algunos autores consideran que la fundación de Garay no es la segunda sino la primera fundación de Buenos Aires, ya que don Pedro de Mendoza nunca designó cabildantes.
Estos argumentos fueron esgrimidos para determinar si las sucesivas Barco y Santiago del Estero resultan traslados de la una misma ciudad o, por el contrario, se trata de diferentes fundaciones de ciudades diferentes.

## Fundación del cabildo y duración del mandato de los cabildantes
El sábado 11 de junio de 1580 Juan de Garay funda la Ciudad de la Santísima Trinidad y Puerto de Nuestra Señora del Buen Ayre, y conforme a las prerrogativas de un fundador, ese mismo día designa a las primeras autoridades del cabildo, conformándolo con dos alcaldes ordinarios y seis regidores.
Garay constituyó el primer cabildo de la ciudad de la Trinidad designando a los siguientes cabildantes, todos peninsulares excepto Luis Gaytán y los dos últimos:
Alcaldes: Rodrigo Ortiz de Zárate y Gonzalo Martel de Guzmán
Regidores: Pedro de Quirós, Diego de Olavarrieta, Antonio Bermúdez, Luis Gaytán, Rodrigo de Ibarrola y Alonso de Escobar
Procurador: Juan Fernández de Enciso
Los cabildos americanos se integraban con dos alcaldes y un número variable de regidores, conforme la importancia de la ciudad, que se ocupaban cada uno de un tema específico. La elección inaugural de los funcionarios correspondía al fundador, y las siguientes renovaciones se producían –tradicionalmente- los días 1° de enero de cada año, en los que los funcionarios salientes escogían a los entrantes.
Algunos cargos podían ser públicamente subastados pero no el de alcalde, atento la importancia de sus atribuciones. La duración del mandato era de un año, y no podía ser reelegido sino transcurrido un período. La función era honoraria, o sea que no percibían paga alguna por cumplir la función. Por el contrario, se la consideraba carga pública irrenunciable, pero se trataba de cargos que honraban y prestigiaban a quienes accedían a ellos.

## Funciones de los alcaldes
Los alcaldes ordinarios eran de primero y segundo voto. Antiguamente se los denominaba justicias. Sus funciones eran policiales y judiciales; el mantenimiento del orden y la seguridad pública y la administración de justicia tanto en las causas civiles como criminales. Estas últimas se llevaban a cabo en forma alternada, o sea por turnos. También se estiló que el alcalde de primer voto entendiese en las causas criminales y el de segundo voto en las civiles. Se trataba de una administración de justicia de primera instancia.
En ausencia del gobernador o de su teniente, debía reemplazarlo y presidir el cabildo el alcalde de primer voto, y si este se encontrase ausente, presidiría el de segundo voto. 
Dado que su jurisdicción era tanto urbana como rural, en 1606 se designaron dos alcaldes de santa hermandad, uno para la banda sur de la ciudad y otro para la norte, con funciones de policía para el yermo y el descampado, pero sin las atribuciones judiciales, excepto cuando se tratase de deudas de escaso monto. En general se designaba para el cargo a un estanciero del pago. Más adelante también se designaron alcaldes de barrio, con similares funciones para colaborar con los alcaldes ordinarios en el ámbito urbano.

## Condiciones que debían reunirse para ser elegido alcaldes
Los alcaldes en general eran legos, no versados en derecho, y aunque esa falencia se suplía con el buen tino y el sentido común, y la experiencia que paulatinamente se iba aquilatando, se exigía que fuesen elegidas las personas públicamente tenidas por las más probas y honradas, y que además fuesen instruidos y supiesen leer y escribir. Debían tener carácter de vecino, poseer casa poblada en la ciudad, y siempre se debía dar preferencia a los descendientes de los primeros vecinos pobladores, pues a estos le asistían los mismos derechos que a los hidalgos peninsulares, conforme una disposición del rey Felipe II. Las condiciones para ser designado alcalde debieron haber sido muy exigentes, pues de los más de sesenta primeros pobladores de Buenos Aires solo ocho accedieron a ese cargo: Antón Bermúdez, Antón Higueras de Santana, Pedro de Izarra, Gonzalo Martel de Guzmán, Hernando de Mendoza, Pedro Morán, Rodrigo Ortiz de Zárate, Andrés de Vallejos.